# Товарный словарь
Товарный словарь (Товарний словник) — дев'ятитомний словник, виданий у СРСР у 1956—1961 роках Міністерством торгівлі СРСР для працівників торгівлі. Головний редактор словника — І. А. Пугачов. Видавництво — Державне видавництво торгової літератури (Держторгвидав).
Словник містить відомості про продовольчі та нехарчові товари, а також інформацію про організацію та техніку торгівлі.

## Передісторія
У 1889 році в Російській імперії видали «Русскій товарный словарь: пособіе по товаровѣдѣнію», його уклав дійсний член Імператорського російського технічного товариства, інженер-технолог П. П. Андрєєв.

## Опис
За твердженням авторів підручника «Російська історія реклами» О. Савельєвої та Н. Трубникової, виданий у 1956—1961 роках дев'ятитомний «Товарний словник» був видатним виданням серед радянських товарних каталогів, для яких взагалі були характерні звернення до оптового, а не роздрібного загального орієнтування торгових організацій у наявному асортименті. «Товарний словник» був призначений не для прямих замовлень оптових партій товарів, а лише для ознайомлення керівників сфери торгівлі з товарним асортиментом народного споживання, що випускає радянська промисловість. Це презентаційне видання «виглядає солідно», кожен том поміщений у картонну чохол і коленкорову палітурку, кожен том містить чудові (на думку Савельєвої та Трубникової) фотографії: сотні чорно-білих картинок і близько двох десятків «зроблених з імперським шиком» кольорових вклейок. Видання містить статті, які включають інформацію про рецептуру, матеріали та технології виробництва деяких товарів. Наприклад, у ньому наведена рецептура «справжньої „лікарської“ ковбаси». На думку Савельєвої і Трубникової, «Товарний словник» виглядає так само пам'ятником радянської поліграфії, як «Книга про смачну і здорову їжу».

## Зміст томів
- 1. Абажури — Волконскоїт. — 1956. — 1014 стб.
- 2. Волокна текстильні — Зюйдвестка. — 1957. — 1044 стб.
- 3. Голка риба — Комбікорми. — 1957.— 998 стб.
- 4. Комбінація — Ленок. — 1958. — 1086 стб.
- 5. Стрічка — М'ячі спортивні. — 1958. — 1094 стб.
- 6. Набійка — П'явки. — 1959. — 1108 стб.
- 7. Плавки — Буряк (Свекла). — 1959. — 1078 стб.
- 8. Свердла — Ушати молочні. — 1960. — 1214 стб.
- 9. Фагот — Ящикова тара (і додаткові статті) — 1961. — 1734 стб.

Останній том містить три розділи з додатковими статтями, відсутніми в попередніх томах:
- Продовольчі товари — стовпці 1029—1096.
- Промислові товари — стовпці 1095—1504.
- Організація та техніка торгівлі — стовпці 1503—1510.